# Liste des rois de Tir Éogain
Liste des rois de Tir Éogain (en) de 1185 à 1616. Sauf indication contraire, les dates spécifiées sont les dates d'accession et de mort.

## Historique
Avant 1185, la dynastie régnante – les Cenél nEógain – étaient rois d'Ailech. Durant le Xe et XIe siècles, deux importants sous-clans apparurent : les Mac Loughlainn et les Ó Néill. Cette dernière famille repoussa les Loughlainn, et, à partir de 1241, le royaume fut régi exclusivement par des membres de la famille O'Neill. 
Conn Bachach obtient le titre de comte de Tyrone en 1541, comme part du processus renonciation et restitution, dans lequel il abandonna son titre, mais il est discutable qu'il pût l'abandonner au nom de l'ensemble du clan de sang royal. Il est certain que le 2e comte de Tyrone, Aodh Mór, ne fut pas proclamé roi en 1593 à Tullyhogue, bien qu'il fût venu pour s'approprier le titre.

## Rí Tír Eóghain 1185-1616
- Domnall mac Aeda Mac Lochlainn: 1185; déposé 1186;restauré 1187; † 1188
- Ruaidrí Ua Flaithbertaig: 1186 - 1187
- Muirchertach mac Muirchertaig Mac Lochlainn: 1188 - 1196
- Áed Méith mac Aeda Ua Neill:  1196 - 1230; premier roi Ua Neill (Ó Néill)
- Conchobar Bec mac Conchobair Mac Lochlainn: 1201 - 1201
- Domnall Óg mac Aeda Meith Ua Néill: 1230 - 1234
- Domnall mac Muirchertaig Mac Lochlainn: 1230; déposé 1230; restauré 1234;  † 1241 le dernier Mac Lochlainn roi de Tír Eógain.

### Rois de la famille Ó Néill
- Brian mac Neill Ruiad Ó Néill: 1238-16 mai 1260; .
- Aed Buide mac Domnaill Óig: 1260; déposé 1261; restauré 1263; † 1283
- Niall Culanach mac Domnaill Óig: 1261; déposé 1263; restauré 1286; déposé 1290;  † 1291
- Domnall mac Brian Ó Néill: 1283; déposé 1286; restauré 1290; déposé 1291; restauré 1295; † 1325
- Brian mac Aeda Buide: 1291 - 1295
- Énri mac Brian meic Aeda Buide: 1325; déposé 1345; † 1347
- Aodh Reamhar (Aodh Mór mac Domhnaill): 1345-1364
- Niall Mór mac Aodha Reamhair: 1364; abdique 1397; † 1398
- Niall Óg mac Néill: 1397-1403
- Brian Óg mac Néill Óig : 1403-1403
- Domhnall mac Énri Aimhreidh: 1404; déposé 1410; restauré 1414; déposé 1419; restauré 1421; † 1er janvier 1432
- Eóghan mac Néill Óig: 1410; déposé 1414; restauré 1419; déposé 1421; restauré 1432; abdiqué 1455; † 1456
- Énri mac Eóghain : 1455; abdique 1483; † 1484
- Conn mac Énri: 1483 - † 8 janvier 1493
- Énri Óg mac Énri: 1493 - †  21 août 1498
- Domhnall Clarach mac Enri: 1498 - † 6 août 1509
- Art mac Aodha: 1509-1513
- Art Óg mac Cuinn: 1513-1519
- Conn Bacach mac Cuinn Ó Néill: 1519-  17 juillet 1559
- Seaan Donnghaileach (Seaan Diomuis mac Cuinn Bhacaigh): 1559 - 21 juin 1567
- Toirdhealbhach Luineach mac Neill Chonnalaigh Ó Néill: 1567; abdiqué 1593; †  vers le 10 septembre 1595
- Aodh Mór mac Feardorcha Ó Néill: 1593; s'enfuit en 1607; † 10 ou le 20 juillet 1616.

## Sources
- (en) T.W Moody, F.X. Martin, F.J. Byrne, A New History of Ireland IX Maps, Genealogies, Lists. A companion to Irish History part II, Oxford, Oxford University Press, 2011, 690 p. (ISBN 978-0-19-959306-4), p. 129 Genealogical Tables 2 Northern Uí Néillː Mac Lochlainn kings of Cenél nEógainː 1083-1241 & Succession lists. p. 211-213 Kings of Tír Eógain and Earls of Tyrone 1185-1616
- (en) Bart Jaski, Genealogical tables of medieval Irish royal dynasties, Dublin, Four Courts Press, 2013 (ISBN 9781846824265), p. 92 Tableau-14. Ua Néill b. royal line 15th-16-th c., the descendants of Eógan mac Néill